# Fédération d'Espagne de baseball
La Fédération d'Espagne de baseball (Real Federación Española de Béisbol y Sófbol en espagnol - RFEBS) est l'instance gérant le baseball et le softball en Espagne. Actuellement présidée par Julio Pernas López, la RFEBS fut fondée en 1944 et est membre de l'IBAF depuis 1976. En 2005, la RFEBS comptait 104 clubs pour 4506 joueurs.
La RFEBS gère notamment le championnat d'Espagne de baseball et l'équipe d'Espagne de baseball.